# Macrozamia stenomera
Macrozamia stenomera — вид голонасінних рослин класу саговникоподібні (Cycadopsida).
Етимологія: від грецького, stenos — «вузький» і -merus — «частина або елемент», з посиланням на дрібнодисперсні листові фрагменти.

## Опис
Рослини без наземного стовбура, стовбур 10–25 см діаметром. Листя 1–7 в короні, сіро-зелене або синє, напівглянсове, 40–90 см завдовжки, з 70–120 листовими фрагментами; хребет від спірально не закрученого до помірно спірально закрученого; черешок 7–15 см в завдовжки, прямий, без шипів. Листові фрагменти дихотомічно розгалужені; середні — завдовжки 80–200 мм, шириною 1–4 мм. Пилкові шишки вузько яйцюваті, завдовжки 15–20 см, 5–6 см діаметром. Насіннєві шишки яйцюваті, завдовжки 10–18 см, 6–10 см діаметром. Насіння яйцеподібне, 26–30 мм завдовжки, 18–21 мм завширшки; саркотеста червона.

## Поширення, екологія
Країни поширення: Австралія (Новий Південний Уельс). Цей вид розсіюється в сухому склерофітному лісі на кам'янистих ґрунтах.

## Загрози та охорона
Загрозою є надмірні збирання рослин. Значна частина населення знаходиться в англ. Mount Kaputar National Park. 